# El funeral (dedicado a Oscar Panizza)
El funeral (dedicado a Oskar Panizza) es una pintura del artista expresionista alemán George Grosz completada entre 1917 y 1918, a finales de la Primera Guerra Mundial. La obra combina elementos del futurismo y el cubismo para mostrar un cortejo fúnebre en una ciudad urbana moderna, como un abismo infernal poblado por dolientes retorcidos y grotescos. La pintura está dedicada al psiquiatra alemán y escritor de vanguardia Oskar Panizza, conocido por su obra Liebeskonzil, que se basa en el primer brote de sífilis documentado históricamente y representa a Dios Padre como un anciano senil. Aunque las obras de Panizza, en las que rechazaba todo militarismo y autoridad religiosa, fueron consideradas blasfemas tanto por la Iglesia como por el gobierno del emperador Guillermo II, luego fueron admiradas por Grosz y otros jóvenes idealistas de su generación.

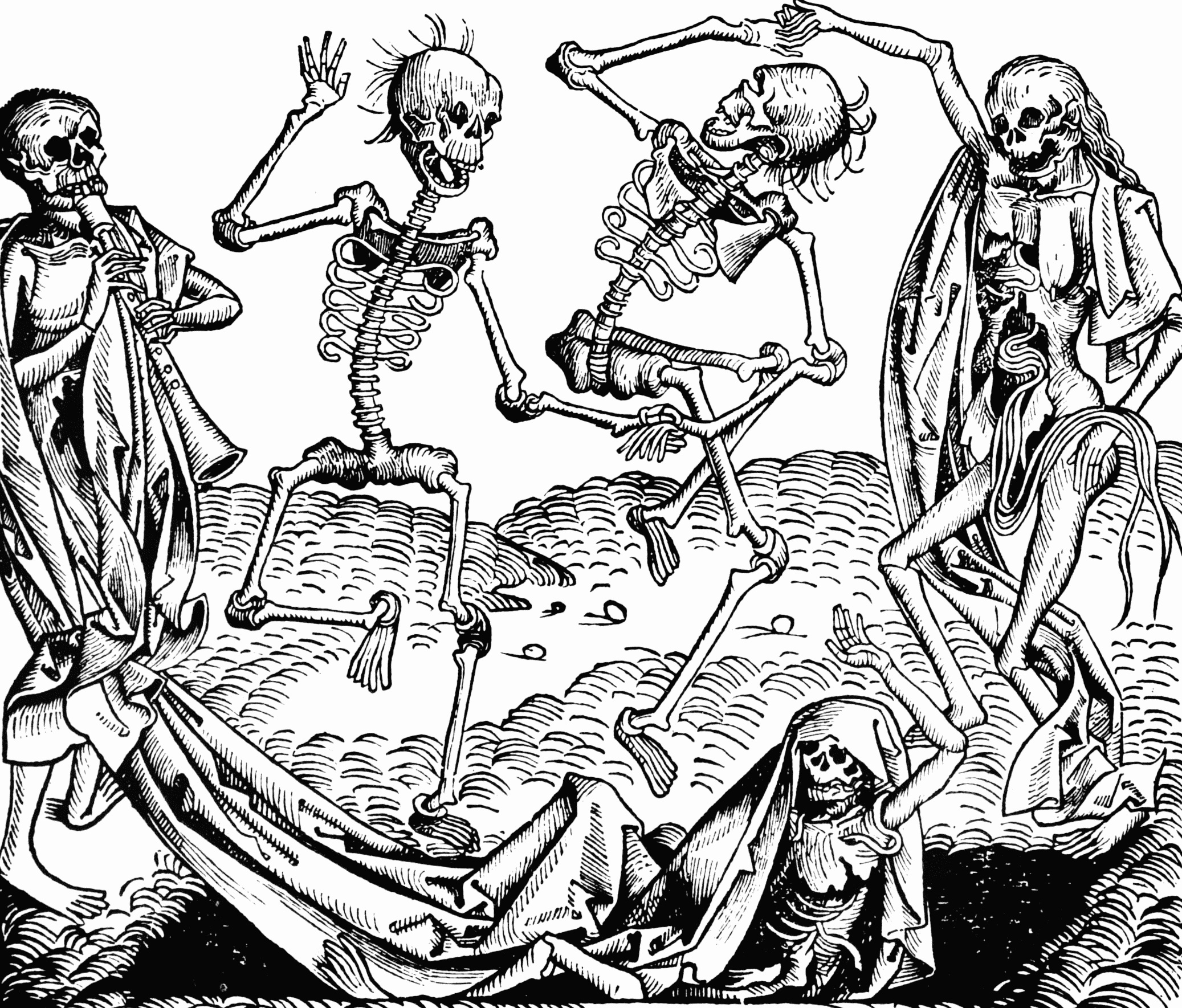
Danse Macabre ("La danza de la muerte"), Michael Wolgemut, del Liber Chronicarum de Hartmann Schedel, 1493.

La pintura busca emular las representaciones medievales de paisajes infernales, principalmente a través de una coloración dramática, en particular mediante el uso de tonalidades rojizas y luces anaranjadas en contraste con las zonas oscuras poco iluminadas, así como a través de la representación de multitudes de cuerpos y extremidades distorsionados en capas, haciéndose eco del trabajo de Pieter Brueghel el Viejo en el siglo XVI. Un esqueleto que representa a la Muerte se sienta en el ataúd, bebiendo de una botella. Una multitud de dolientes reunidos a su alrededor se presentan feos, frenéticos y como si tuvieran alcoholismo y sífilis en etapa avanzada.
Altos edificios claustrofóbicos con ventanas iluminadas se alinean sobre la procesión. Parecen sacudirse y doblarse hacia adelante y hacia atrás, como si estuvieran a punto de volcarse y colapsar sobre los que se apiñan debajo. Entre estos edificios se encuentra al fondo una pequeña iglesia solitaria, rodeada de bares, salas de baile y oficinas. Dando una voz literal a la "Danza de la Muerte" representada por el artista, un letrero sobre un club nocturno dice "HOY BAILE".
Contrasta fuertemente con ese vórtice de rostros, miembros y objetos la cruz deslumbrantemente blanca que sostiene en alto el sacerdote caricaturizado de cabeza redonda que, a juzgar por su gesto de impotencia, no consigue ofrecer ningún consuelo.

Al explicar su intención al crear el trabajo, Grosz dijo:
“En una extraña calle de noche, se arremolina una infernal procesión de figuras deshumanizadas, cuyos rostros reflejan alcohol, sífilis, peste. . . Pinté esta protesta contra una humanidad que se había vuelto loca.” 
La pintura sirvió como portada del álbum de 1987 I Am a Wallet de la banda de rock británica McCarthy.